# جفری لی پیرس
جفری لی پیرس (انگلیسی: Jeffrey Lee Pierce؛ ۲۷ ژوئن ۱۹۵۸ – ۳۱ مارس ۱۹۹۶) یک نوازنده، و خواننده اهل ایالات متحده آمریکا بود.